# Patrick Côté (MMA)
Pour les articles homonymes, voir Patrick Côté.
Patrick Côté, né le 29 février 1980, est un pratiquant canadien d'arts martiaux mixtes (MMA). Il détient une ceinture noire de jiu-jitsu brésilien. Il a combattu à l'Ultimate Fighting Championship dans la division des poids moyens et mi-moyens.

## Biographie
Patrick Côté est né à Rimouski, au Québec, au Canada. À 19 ans, Patrick Côté commence son apprentissage des arts martiaux dans l'armée canadienne et est introduit au judo puis à la boxe. Il s'intéresse plus sérieusement au sport de compétition au moment où il joint Team Union à Québec.

## Parcours en arts martiaux mixtes
Côté participe à la quatrième saison de la téléréalité The Ultimate Fighter.
C'est en 2004 qu'il fait ses débuts dans la UFC alors qu'il affronte Tito Ortiz. Côté termine le combat, mais est vaincu par Ortiz. À la suite de ce combat, Côté change de catégorie de poids. Au total, il change 3 fois de catégorie de poids au cours de sa carrière.
Le 8 avril 2017 après sa défaite par décision unanime contre Thiago Alves, il annonce sa retraite.

### Carrière d'animateur sportif
Depuis 2011, il est aussi co-animateur et commentateur des matchs de l'UFC sur Réseau des sports (RDS),  chaîne de télévision sportive québécoise.
Côté produit aussi un podcast francophone consacré aux arts martiaux mixtes intitulé Dans la cage avec Benoît Beaudoin.

## Vie personnelle
Patrick Côté est marié. Le couple a deux enfants.
Au cours de sa carrière sportive Côté subit 11 chirurgies : 8 aux genoux, 2 aux coudes et 1 à la main.
Depuis sa retraite, Côté est un adepte de triathlon. Coté est propriétaire d'un complexe sportif offrant des cours d'arts martiaux, mais aussi de crossfit et d'entrainement fonctionnel. Côté a déjà eu une boite de gérance d'athlètes auprès de laquelle il agit aujourd'hui à titre de consultant. 
En 2018, il offre un atelier d’autodéfense avec mises en situation réelle en collaboration avec la start-up Outgo.
En 2024, il participe à Big Brother Célébrités Québec. 

## Palmarès en arts martiaux mixtes
| 34 combats           | 23 victoires | 11 défaites |
| Par KO               | 10           | 2           |
| Par soumission       | 3            | 3           |
| Sur décision         | 9            | 6           |
| Par disqualification | 1            | 0           |

| Résultat | Record | Adversaire         | Méthode                                  | Événement                               | Date              | Round | Temps | Lieu                                        | Notes                                                                                           |
| -------- | ------ | ------------------ | ---------------------------------------- | --------------------------------------- | ----------------- | ----- | ----- | ------------------------------------------- | ----------------------------------------------------------------------------------------------- |
| Défaite  | 23-11  | Thiago Alves       | Décision unanime                         | UFC 210: Cormier vs. Johnson II         | 8 avril 2017      | 3     | 5:00  | Buffalo, New York, États-Unis               |                                                                                                 |
| Défaite  | 23-10  | Donald Cerrone     | TKO (coups de poing)                     | UFC Fight Night: MacDonald vs. Thompson | 18 juin 2016      | 3     | 2:35  | Ottawa, Ontario, Canada                     |                                                                                                 |
| Victoire | 23-9   | Ben Saunders       | TKO (coups de poing)                     | UFC Fight Night 81: Dillashaw vs. Cruz  | 17 janvier 2016   | 2     | 1:14  | Boston, Massachusetts, États-Unis           |                                                                                                 |
| Victoire | 22-9   | Josh Burkman       | TKO (coups de poing)                     | UFC Fight Night: Holloway vs. Oliveira  | 23 août 2015      | 3     | 1:26  | Saskatoon, Saskatchewan, Canada             |                                                                                                 |
| Victoire | 21-9   | Joe Riggs          | Décision unanime                         | UFC 186: Johnson vs. Horiguchi          | 25 avril 2015     | 3     | 5:00  | Montréal, Québec, Canada                    |                                                                                                 |
| Défaite  | 20-9   | Stephen Thompson   | Décision unanime                         | UFC 178: Johnson vs. Cariaso            | 27 septembre 2014 | 3     | 5:00  | Las Vegas, Nevada, États-Unis               |                                                                                                 |
| Victoire | 20-8   | Kyle Noke          | Décision unanime                         | The Ultimate Fighter Nations Finale     | 16 avril 2014     | 3     | 5:00  | Québec, Québec, Canada                      |                                                                                                 |
| Victoire | 19-8   | Bobby Voelker      | Décision unanime                         | UFC 158: St-Pierre vs. Diaz             | 16 mars 2013      | 3     | 5:00  | Montréal, Québec, Canada                    | Début en poids mi-moyens.                                                                       |
| Victoire | 18-8   | Alessio Sakara     | Disqualification (coup derrière la tête) | UFC 154: St-Pierre vs. Condit           | 17 novembre 2012  | 1     | 1:26  | Montréal, Québec, Canada                    |                                                                                                 |
| Défaite  | 17-8   | Cung Le            | Décision unanime                         | UFC 148: Silva vs. Sonnen II            | 7 juillet 2012    | 3     | 5:00  | Las Vegas, Nevada, États-Unis               |                                                                                                 |
| Victoire | 17-7   | Gustavo Machado    | KO (coups de poing)                      | Amazon Forest Combat 2                  | 31 mars 2012      | 1     | 2:44  | Manaus, Brésil                              |                                                                                                 |
| Victoire | 16-7   | Crafton Wallace    | TKO (blessure au genou)                  | Impact MMA 1                            | 7 octobre 2011    | 1     | 1:36  | Boisbriand, Québec, Canada                  |                                                                                                 |
| Victoire | 15-7   | Todd Brown         | Décision unanime                         | Ringside MMA 11: Côté vs Brown          | 4 juin 2011       | 3     | 5:00  | Québec, Québec, Canada                      |                                                                                                 |
| Victoire | 14-7   | Kalib Starnes      | Décision unanime                         | Ringside MMA 10: Côté vs Starnes        | 9 avril 2011      | 3     | 5:00  | Montréal, Québec, Canada                    |                                                                                                 |
| Défaite  | 13-7   | Tom Lawlor         | Décision unanime                         | UFC 121: Lesnar vs. Velasquez           | 23 octobre 2010   | 3     | 5:00  | Anaheim, Californie, États-Unis             |                                                                                                 |
| Défaite  | 13-6   | Alan Belcher       | Soumission (étranglement arrière)        | UFC 113: Machida vs. Shogun II          | 8 mai 2010        | 2     | 3:25  | Montréal, Québec, Canada                    |                                                                                                 |
| Défaite  | 13–5   | Anderson Silva     | TKO (blessure au genou)                  | UFC 90: Silva vs. Côté                  | 25 octobre 2008   | 3     | 0:39  | Rosemont, Illinois, États-Unis              | Pour le titre des poids moyens de l'UFC Côté s'est cassé le genou en se déplaçant dans la cage. |
| Victoire | 13–4   | Ricardo Almeida    | Décision partagée                        | UFC 86: Jackson vs. Griffin             | 5 juillet 2008    | 3     | 5:00  | Las Vegas, Nevada, États-Unis               |                                                                                                 |
| Victoire | 12–4   | Drew McFedries     | TKO (coups de poing)                     | UFC Fight Night: Swick vs. Burkman      | 23 janvier 2008   | 1     | 1:44  | Las Vegas, Nevada, États-Unis               |                                                                                                 |
| Victoire | 11–4   | Kendall Grove      | KO (coups de poing)                      | UFC 74: Respect                         | 25 août 2007      | 1     | 4:45  | Las Vegas, Nevada, États-Unis               | KO de la soirée.                                                                                |
| Victoire | 10–4   | Jason Day          | Soumission (coups de poing)              | TKO 29: Repercussion                    | 1er juin 2007     | 1     | 4:05  | Montréal, Québec, Canada                    | Gagne le titre poids moyens de TKO.                                                             |
| Victoire | 9–4    | Scott Smith        | Décision unanime                         | UFC 67: All or Nothing                  | 3 février 2007    | 3     | 5:00  | Las Vegas, Nevada, États-Unis               |                                                                                                 |
| Défaite  | 8–4    | Travis Lutter      | Soumission (clé de bras)                 | The Ultimate Fighter 4 Finale           | 11 novembre 2006  | 1     | 2:18  | Las Vegas, Nevada, États-Unis               | Finale du tournoi des poids moyens du TUF.                                                      |
| Victoire | 8–3    | Jason MacDonald    | Soumission (étranglement arrière)        | MFC 9: No Excuses                       | 10 mars 2006      | 5     | 3:35  | Edmonton, Alberta, Canada                   | Remporte le titre des poids moyens du MFC.                                                      |
| Victoire | 7–3    | Bill Mahood        | Soumission (étranglement bras-tête)      | KOTC: Anarchy                           | 11 février 2006   | 2     | 2:42  | Prince George, Colombie-Britannique, Canada |                                                                                                 |
| Défaite  | 6–3    | Chris Leben        | Décision partagée                        | UFC Ultimate Fight Night                | 6 août 2005       | 3     | 5:00  | Las Vegas, Nevada, États-Unis               |                                                                                                 |
| Défaite  | 6-2    | Joe Doerksen       | Soumission (étranglement arrière)        | UFC 52: Couture vs Liddell II           | 16 avril 2005     | 3     | 2:35  | Las Vegas, Nevada, États-Unis               |                                                                                                 |
| Victoire | 6–1    | Ricardeau François | Décision partagée                        | TKO 19: Rage                            | 29 janvier 2005   | 3     | 5:00  | Montréal, Québec, Canada                    | Défend le titre canadien des poids mi-lourds du TKO.                                            |
| Défaite  | 5–1    | Tito Ortiz         | Décision unanime                         | UFC 50: The War of '04                  | 22 octobre 2004   | 3     | 5:00  | Atlantic City, New Jersey, États-Unis       |                                                                                                 |
| Victoire | 5–0    | Bill Mahood        | KO (coup de poing)                       | TKO 16: Infernal                        | 22 mai 2004       | 1     | 0:21  | Québec, Québec, Canada                      | Défend le titre canadien des poids mi-lourds du TKO.                                            |
| Victoire | 4-0    | Steve Vigneault    | KO (coup de poing)                       | TKO 14: Road Warriors                   | 29 novembre 2003  | 1     | 1:08  | Victoriaville, Québec, Canada               | Remporte le titre canadien des poids mi-lourds du TKO.                                          |
| Victoire | 3-0    | Yan Pellerin       | Décision unanime                         | TKO 13: Ultimate Rush                   | 6 septembre 2003  | 3     | 5:00  | Montréal, Québec, Canada                    |                                                                                                 |
| Victoire | 2–0    | Glenn Murdoch      | TKO (arrêt du coin)                      | UCC Proving Ground 9                    | 22 mars 2003      | 1     | 5:00  | Victoriaville, Québec, Canada               |                                                                                                 |
| Victoire | 1-0    | Pascal Gosselin    | Soumission (étranglement arrière)        | UCC Proving Ground 8                    | 3 novembre 2002   | 1     | 1:18  | Victoriaville, Québec, Canada               |                                                                                                 |